# Palácio Eleitoral

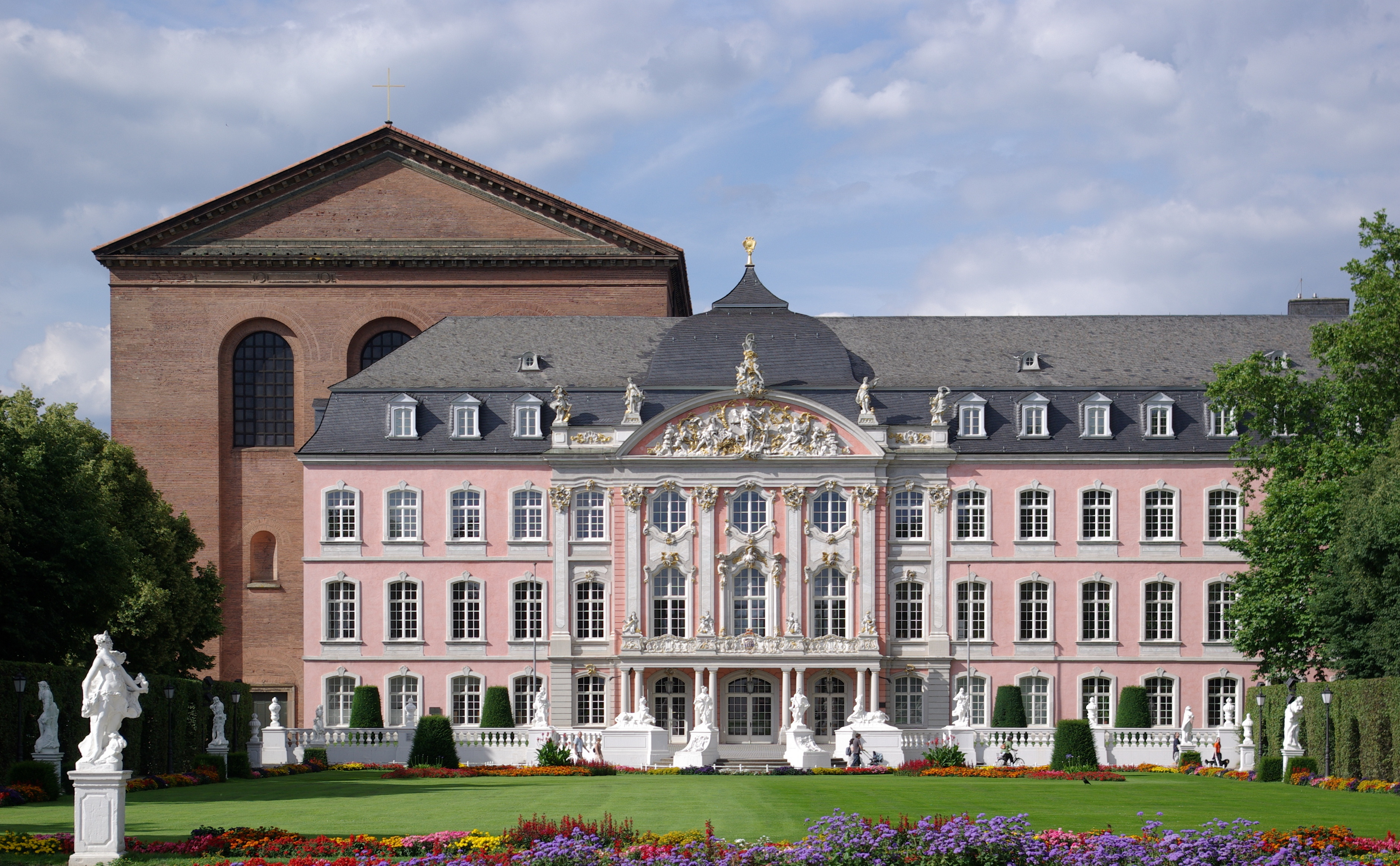
Fachada da ala rococó do Kurfürstliches Palais (rosa), com a Konstantinbasilika ao fundo.

O Kurfürstliche Palais (Palácio Eleitoral) é um palácio da cidade de Tréveris, na Alemanha, que serviu de residência aos príncipes-eleitores de Tréveris (ou seja, os Arcebispos de Tréveris) entre o século XVII e 1794.
O palácio possui duas alas, uma renascentista e outra rococó, construídas, em parte, sobre a área duma antiga estrutura romana, a Konstantinbasilika (Basílica de Constantino). Por esse motivo, no século XIX, a ala oeste do palácio foi sacrificada com vista à reconstrução da basílica no seu lugar. Durante a Segunda Guerra Mundial o palácio foi bastante danificado. Em seguida, foi reconstruída a ala de habitação, o chamado Niederschloss ("Palácio de Baixo"), com excepção da Rotem Turm (Torre Vermelha) e dum portal completamente destruído.
Depois da expropriação que os eleitores sofreram sob o domínio de Napoleão, o Kurfürstliche Palais serviu, durante o século XIX e início do século XX, de quartel para as tropas francesas e prussianas. Actualmente, o palácio serve de seda a uma agência governamental. Parte da ala norte é usada por uma comunidade protestante e parte da ala sul serve para fins de representação.
O Palastgarten (Jardim do Palácio), a sul do complexo, está disponível ao público como um parque, desde o início do século XX.

## História

### Descobertas antigas

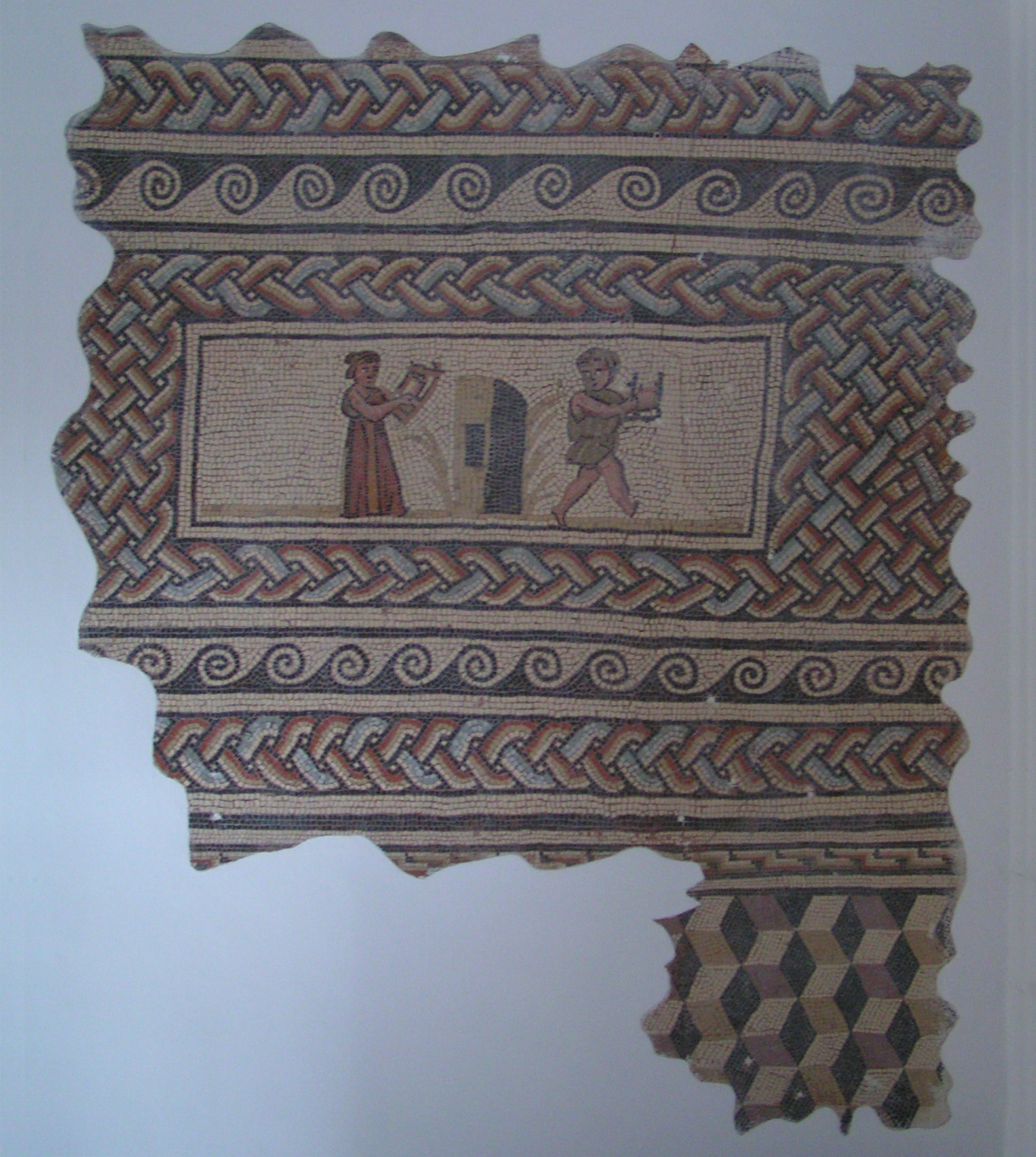
Fragmento de mosaico romano, actualmente à entrada do palácio.

Escavações revelaram que a área onde se ergue o Kurfürstlichen Palais já tinha edificações desde a época romana, embora restem apenas alguns vestígios do período anterior a Constantino.
Vários edifícios do complexo palaciano do Kurfürstliches Palais foram construídos em volta da salão do trono imperial (ou seja, a Konstantinbasilika ou Aula Palatina), pertencente à estrutura da época de Constantino (ver mapa abaixo, com áreas tracejadas representando as estruturas antigas). As escavações centraram-se em duas áreas –  localizadas no pátio interior do palácio  – tendo sido encontrados mosaicos romanos.

### Construção do palácio e utilização pelos Eleitores de Tréveris

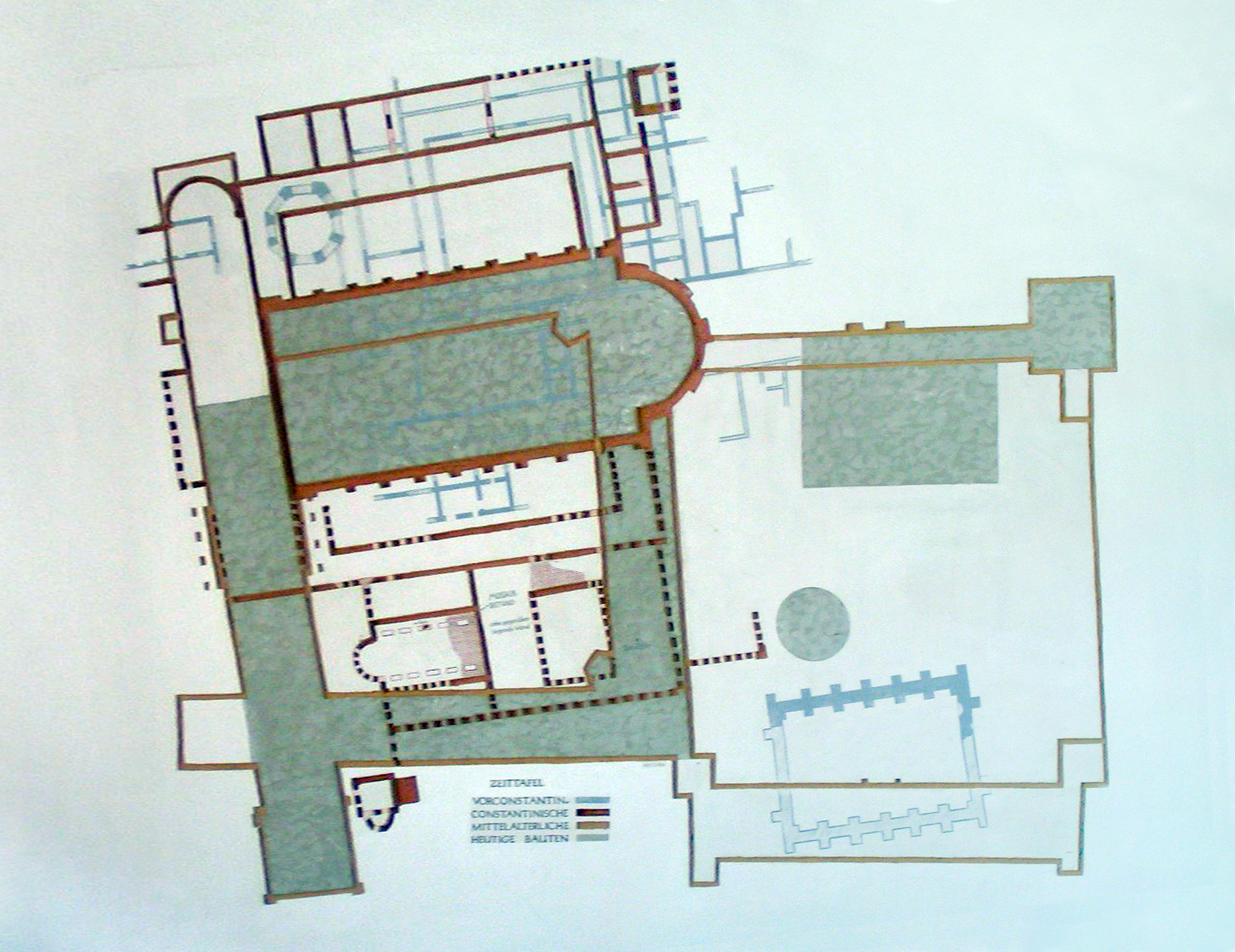
Mapa representando o passado (a tracejado) e o presente (a sombreado) dos edifícios.

A partir de cerca do ano 1000, os Bispos de Tréveris passaram a utilizar a simbólica Aula Palatina (Konstantinbasilika) do imperador romano como castelo. Neste período, o antigo edifício foi dotado de ameias e a sua abside norte expandida por uma torre.
Vários séculos depois, o edifício já não correspondia às necessidades e aos gostos da época. O Eleitor Johann VII von Schönenberg (1581-1599) iniciou o planeamento dum palácio em estilo renascentista. Isso implicava a demolição das áreas habitacionais da basílica, de forma a ganhar espaço para o novo edifício.
Em 1615, começariam, sob o domínio do seu sucessor, o Eleitor Lothar von Metternich (1599-1623), as obras de construção do palácio em estilo tardo-renascentista, que se prolongariam até 1676, o qual recebeu o nome de St. Petersburg em homenagem a São Pedro, o padroeiro da cidade de Tréveris. O projecto incluiu a construção dum Hochschloss ("palácio de cima") e dum Niederschloss ("palácio de baixo"): as quatro alas do Hochschloss envolviam um pátio interior quase quadrado e continham os espaços de residência e de representação; o Niederschloss ficava situado a norte e continha as áreas de serviço em volta dum segundo pátio interior.

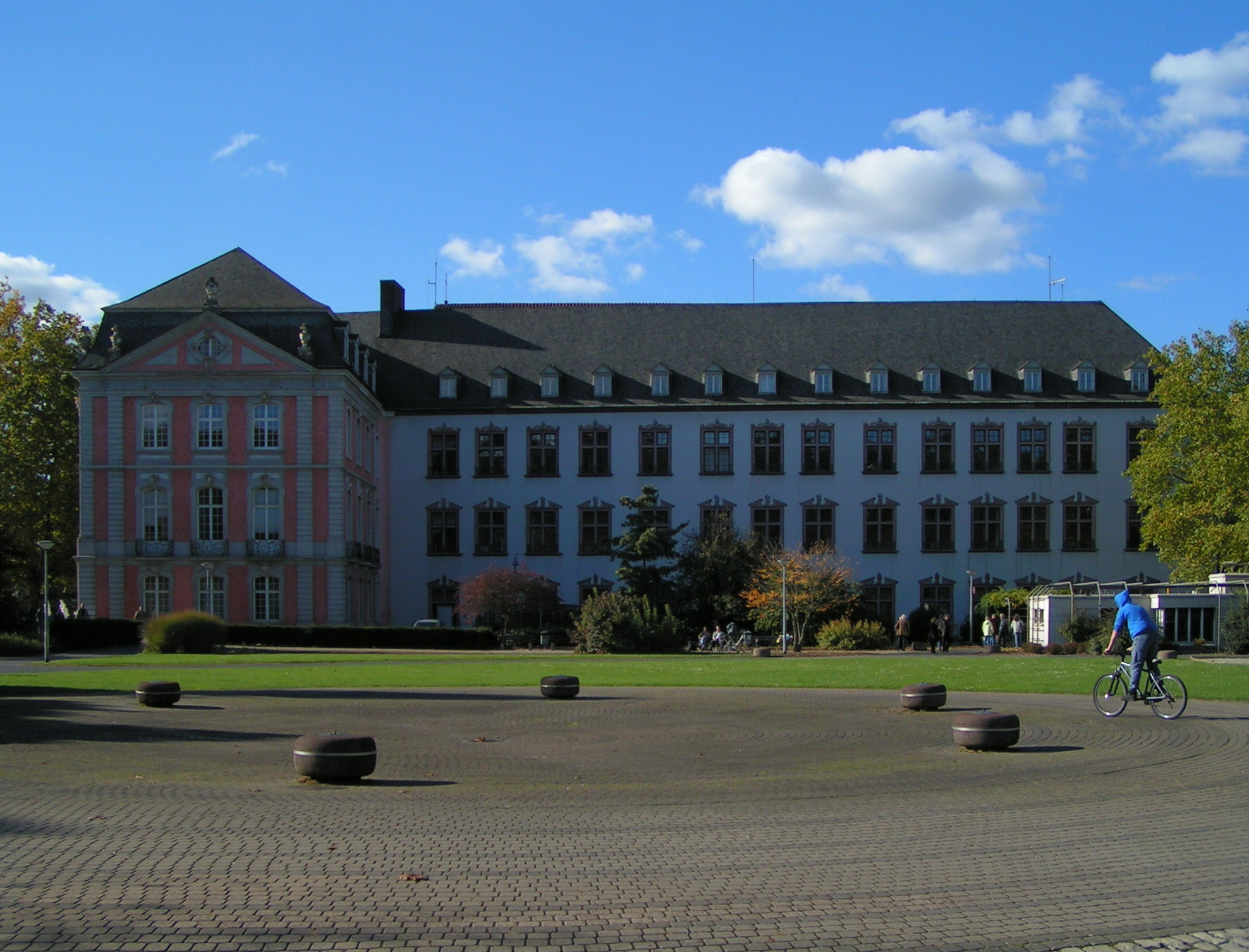
Ala leste, em estilo tardo-renascentista, cerca de 1615-1635.

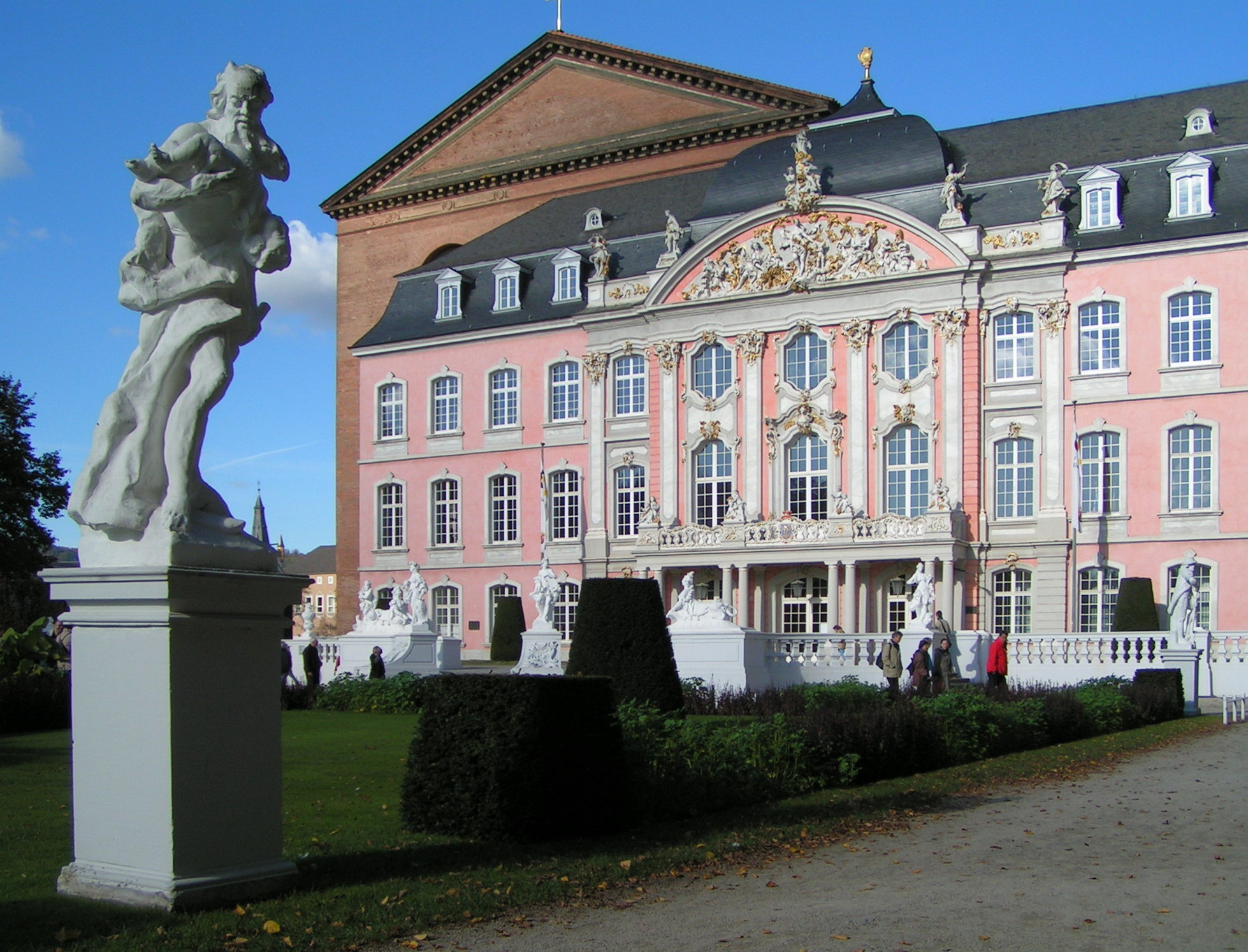
Ala sul, em estilo rococó, de 1756. À esquerda, escultura de Ferdinand Tietz.

O trabalho foi iniciado pelo Hochschloss. Este foi construído, em parte, sobre a Konstantinbasilika. Inicialmente estava previsto que a antiga construção fosse completamente demolida, mas a construção romana, em tijolos, mostrou-se de tal forma resistente que a sua execução seria inesperadamente dispendiosa; foi então decidido que o lado oeste e a abside norte da basílica seriam integrados nas paredes externas do palácio. Uma vez que a cota do terreno da antiga construção era inferior à do século XVII, houve necessidade de utilizar as paredes sul e oeste, mas sem arrasá-las completamente. Os tijolos das camadas inferiores foram disfarçados (hoje, novamente à vista no interior da basílica) e a área despejada. A ala oeste do palácio ocuparia apenas um terço da largura total da basílica, com o resto a ser coerentemente acrescentado à largura do pátio interior (ver mapa acima).
Depois da colocação da primeira pedra, em 1615, e até à morte do Eleitor Metternich, em 1623, a ala norte foi concluída e a leste iniciada. O palácio só ficaria concluído na época do Eleitor Philipp Christoph von Sötern (1623–1652), o sucessor de Metternichs, período em que começou, ainda, a construção do Niederschloss. Logo na década de 1620, foi iniciado um portal no lado oeste, também em estilo renascentista, a que se seguiram obras durante vários anos. Porém, os trabalhos chegariam a um impasse quando o eleitor foi aprisionado por razões políticas (entre 1635 e 1645), pelos Habsburgo, no decorrer da Guerra dos Trinta Anos. O Niederschloss só seria concluído após a libertação do eleitor. Esta estrutura era constituída por duas alas, estreitas e longas, situadas a oeste e a este, as quais estavam directamente ligadas ao palácio. A norte, uma parede fechava o pátio interior. Em 1647, foi concluída a Rote Turm (Torre Vermelha), um poderoso edifício quadrangular, destinado a acolher gabinetes e o arquivo, situado no canto Noroeste do Niederschloss.
A construção do castelo só ficaria totalmente concluída durante o governo do eleitor seguinte, Karl Kaspar von der Leyen (1652–1676). Porém, o novo edifício foi pouco aproveitado. Desde 1629, os eleitores haviam mudado de residência para Coblença, uma vez que a sua residência em Tréveris se tornara insegura durante a Guerra dos Trinta Anos.
O primeiro eleitor a regressar a Tréveris foi Johann Philipp von Walderdorff (1756–1768), embora sem abandonar o Schloss Philippsburg, a sua residência em Coblença. Em 1756, este encarregou Johannes Seiz, aluno de Balthasar Neumann, de ampliar o palácio através duma ala sul, construída em estilo rococó de acordo com o gosto da época. A Ferdinand Tietz, um escultor que trabalhara, por exemplo, em Würzburg sob a direcção de Neumann, foi dada a tarefa de criar a série de esculturas que se alinham ao longo do jardim. A nova ala deveria apresentar tons rosa em ambos os lados do antigo palácio (no pátio e na face exterior). Uma área central saliente, igualmente em ambos os lados, subdividiria as longas alas laterais, devendo apresentar novos corpos salientes em ambos os extremos. O projecto nunca foi totalmente concluído: a ala oeste viria a ser encurtada –  e destituída do corpo saliente – estendendo-se, apenas, até à parede ocidental, ou seja, a antiga parede da basílica.
O interior da ala sul também foi desenvolvido em estilo rococó. No primeiro andar foi criado um salão, correspondendo à área saliente, ao qual se acedia através duma escadaria de representação situada no lado ocidental. Esta escadaria também foi executada por Seiz e Tietz.
O palácio viria a servir até 1794 como residência dos Eleitores de Tréveris.

### Alterações e utilização depois da expropriação dos Eleitores

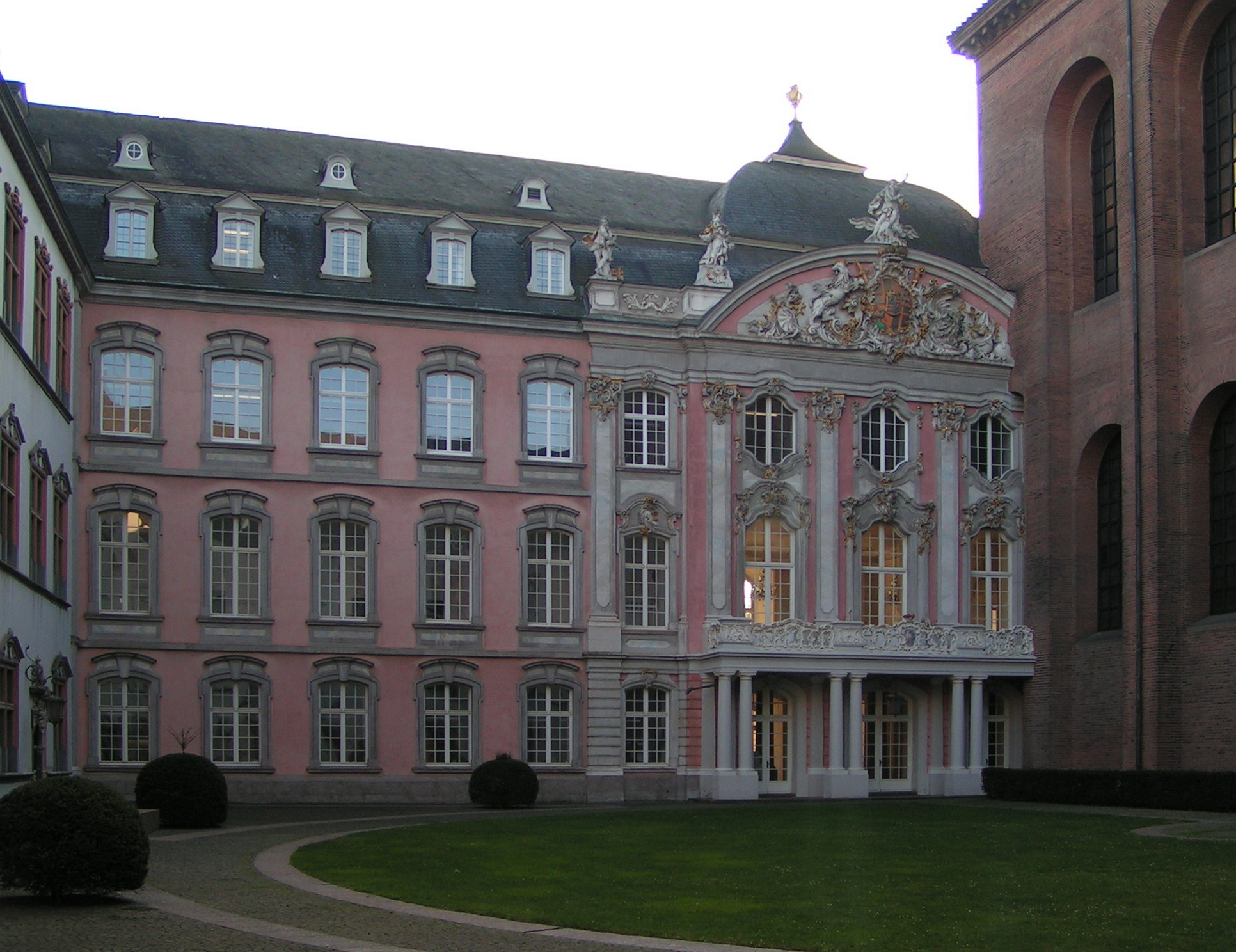
Detalhe do pátio interior, com a parte central do edifício rococó a interceptar a basílica

Em 1794, as tropas revolucionárias francesas ocuparam Tréveris. Em 1803, os franceses passaram a utilizar o Kurfürstliche Palais como quartel.
Quando a Prússia protestante conquistou Tréveris, não tinha qualquer interesse que os eleitores católicos regressassem à sua residência, pelo que, também, utilizou o palácio como quartel para as suas tropas até 1918, ano em que se retirou na cidade. Em 1830 foi acrescentado um piso à Rote Turm.
Além disso, o Rei Frederico Guilherme IV da Prússia decidiu que a Konstantinbasilika devia ser devolvida ao seu estado romano e que a comunidade protestante de Tréveris –  sem igreja própria na cidade – deveria ocupá-la mais tarde. Entre 1841 e 1862, a basílica regressou ao seu estado original, pela mão de Carl Schnitzler, com um impressionante espaço interior reconstruído, sendo usada pela comunidade protestante desde 1856.

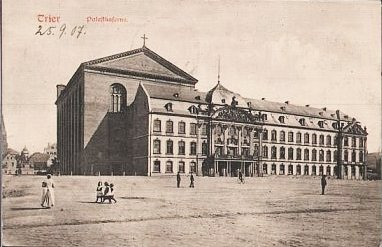
Fotografia de 1907, onde se pode notar o frontão no extremo oriental e a ausência do jardim.

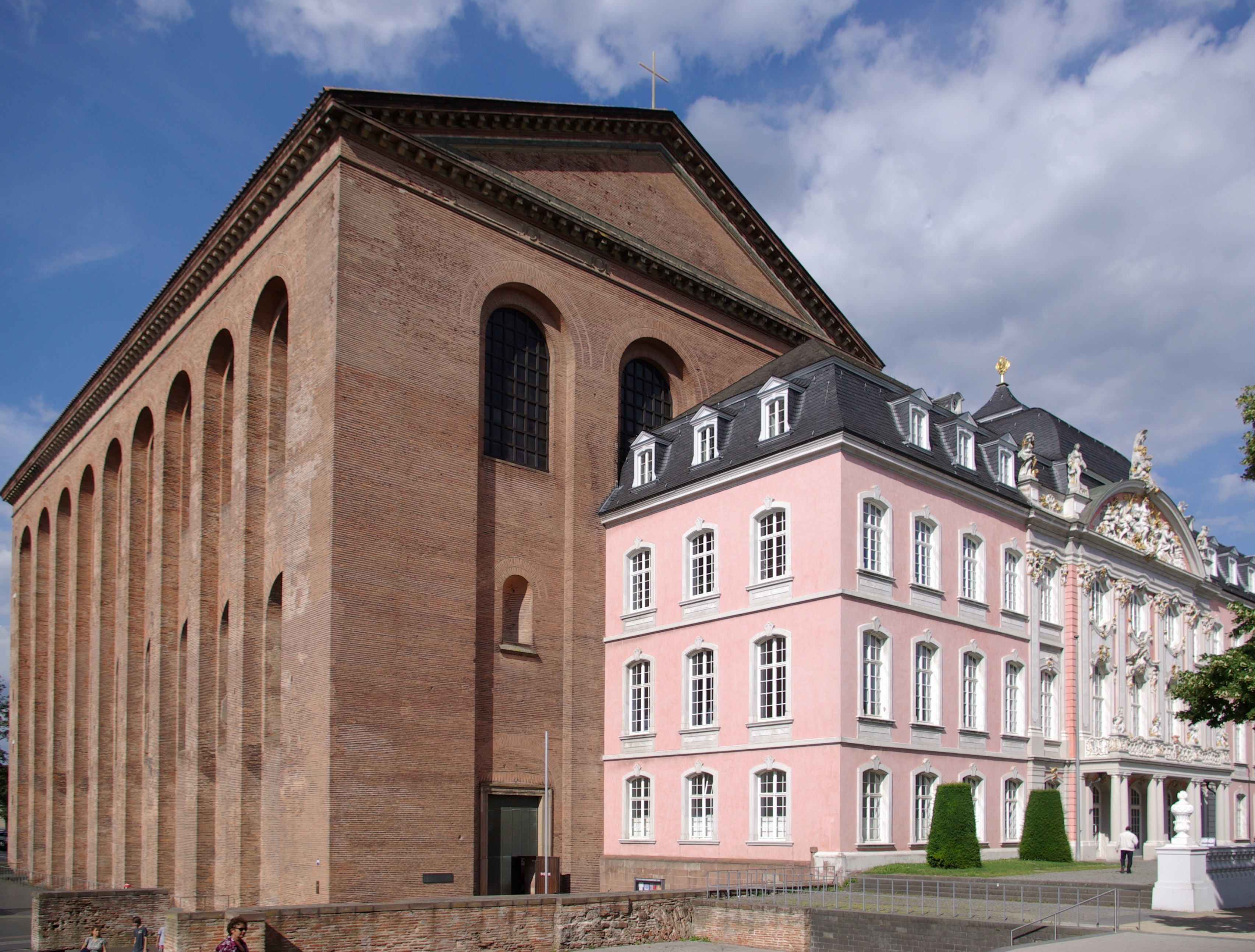
Perspectiva actual da ligação entre a ala rococó e a Konstantinbasilika.

As consequências destas medidas tiveram um longo alcance para o palácio: a ala oeste teve que ser completamente sacrificada, enquanto o patio interior viu a sua área reduzida e perdeu a forma arquitectónica simétrica –  a oeste passou a erguer-se uma desproporcionada parede vermelha, com muito mais tijolos romanos que pedra a revestir a parede da basílica. A ala rococó foi prejudicada e abreviada a oeste. Segundo os planos iniciais, esta ala seria completamente demolida de modo a deixar a fachada sul da basílica novamente livre. No entanto, isso também exigiria a destruição da escadaria rococó, já na época vista como um valioso elemento artístico, pelo que foi assumido um compromisso arquitectónico para salvá-la: a fachada oeste da basílica foi exposta apenas parcialmente; a ala rococó foi reduzida em vários metros, mas a escadaria conservada. Para a determinação da solução definitiva também foi considerada uma certa simetria desta ala e, sobretudo, a manutenção da secção saliente. Uma exposição completa da fachada da basílica teria exigido a demolição total desta construção, como se vê nas fotografias ao lado. Como foi dito acima, a ala sul sofreu uma redução no seu lado ocidental logo desde o início, de forma que este extremo terminava numa sóbrio frontão, muito diferente do existente no lado oriental. Essa desigualdade só foi esbatida no início do século XX, quando os andares superiores do lado ocidental foram ainda mais reduzidos e utilizados como águas furtadas.
Dos poucos espaços subterrâneos que restaram, encontra-se uma adega sob a basílica. Durante as escavações efectuadas no século XX, esta foi descoberta juntamente com outras paredes da construção romana, podendo, agora, ser visitada por grupos a partir da basílica.
Depois da Primeira Guerra Mundial, Tréveris foi novamente ocupada pelos franceses, pelo que o palácio voltou a aquartelar as tropas francesas, desta vez, até 1930.

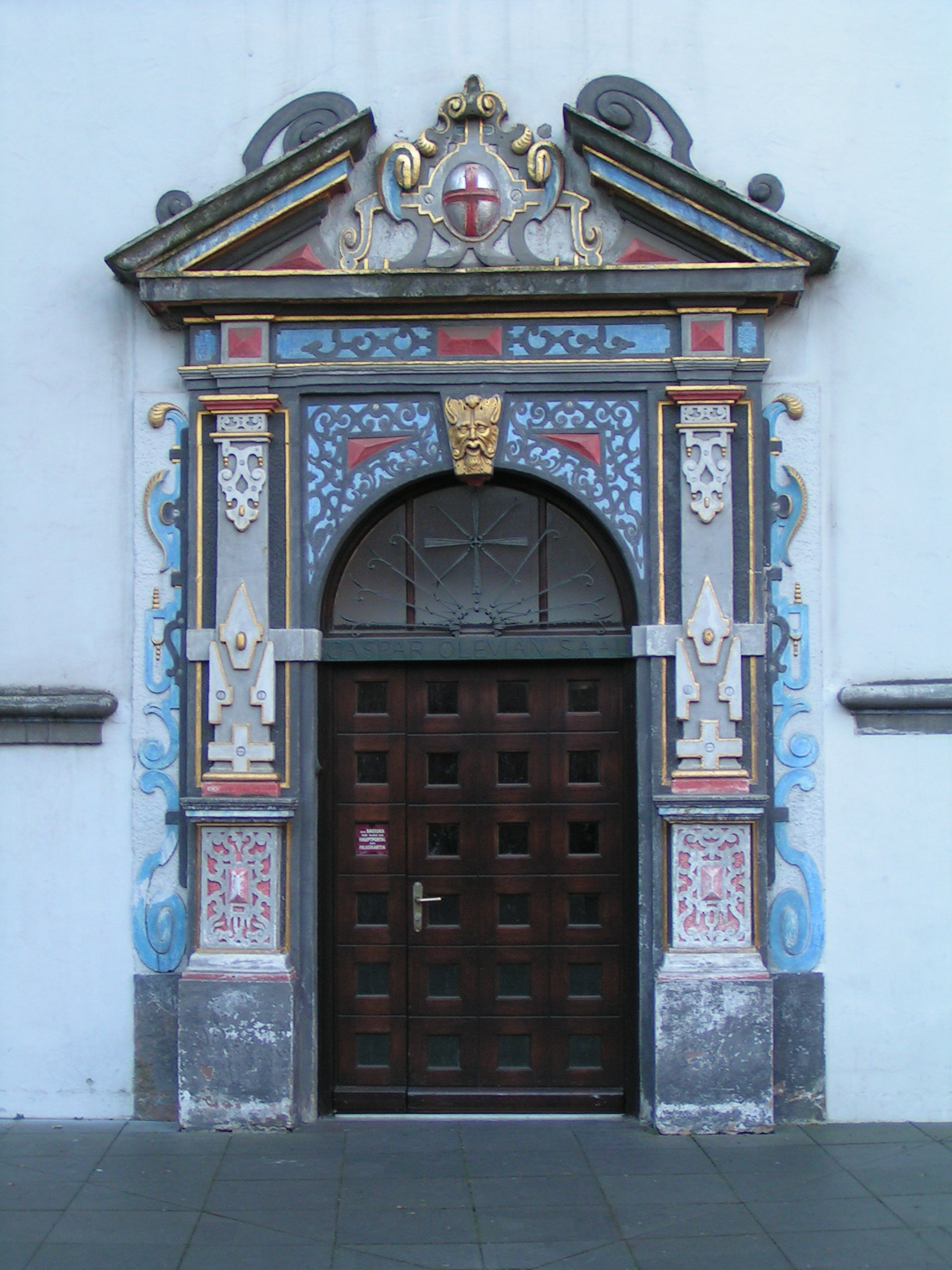
Portal na ala norte (acesso à área da comunidade protestante).

Durante a Segunda Guerra Mundial, o Kurfürstliches Palais foi seriamente danificado. As duas alas do Niederschloss foram quase completamente demolidas. Só restou a Rote Turm e o portal de St. Petersburg. No interior do portal foi erguido um novo edifício, mais amplo que a superfície da ala ocidental do Niederschloss e, portanto, ocupando parte do antigo pátio. O espaço restante do Niederschloss foi deixado vazio, correspondendo, actualmente, à Willy-Brandt-Platz (Praça de Willy Brandt), com uma moderna fonte, como símbolo das fases históricas de Tréveris.
Os edifícios do Hochschloss passaram a ser ocupados por gabinetes governamentais. Desde a dissolução da Região de Tréveris na Renânia-Palatinado, no ano 2000, servem de sede à Aufsichts- und Dienstleistungsdirektion (Direcção de Fiscalização e de Serviços).
São possíveis visitas guiadas pelo edifício estatal e pelo seu pátio interior. Uma parte da ala sul é utilizada para eventos. O salão rococó situado no primeiro andar ao cimo da escadaria, pode acolher 190 pessoas, sendo usado, por vezes, para concertos de câmara e eventos de representação em petit comité. O espaço também pode ser arrendado. No pátio interior encontram-se, por vezes, concertos ao ar livre e, uma vez por ano, realiza-se ali o Trierer Kurzfilmfestival (Festival de Curtas Metragens de Tréveris).
Parte da ala norte, à qual se acede através dum pequeno portal em estilo eclético (Imagem ao lado), está à disposição da comunidade evangélica. Na parede exterior desta ala encontra-se uma placa em memória de Caspar Olevian, pelo mérito de ter criado uma congregação protestante em Tréveris. No seu interior encontra-se um salão nomeado em sua homenagem, o Caspar Olevian-Saal (Salão Caspar Olevian), o qual serve de igreja evangélica e sala da assembleia. Durante o Inverno, os serviços religiosos de Domingo são celebrados nesta sala, de forma a economizar no aquecimento do imenso salão da basílica. Além disso, também é nesta ala que se localiza o acesso ao órgão da basílica.
A Rote Turm e o edifício que incorpora o Portal de São Petersburgo, no terreno do antigo Niederschlosses, também são utilizados pelas autoridades. A Rote Turm serve desde 1968, quando recebeu um novo telhado barroco, como torre sineira para a basílica.

## Jardim do palácio

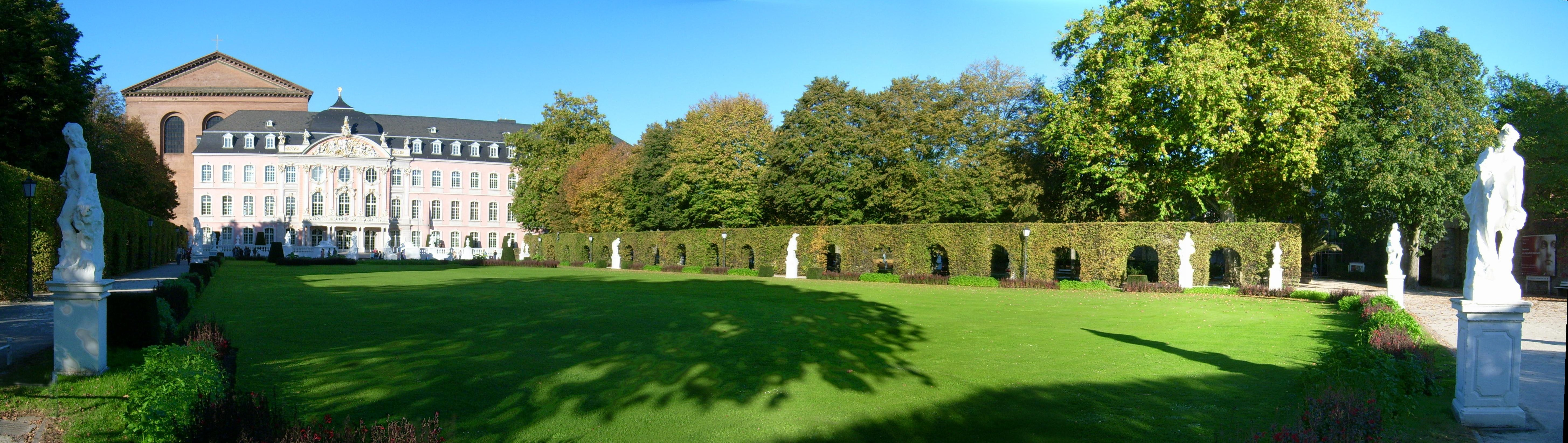
Extremo norte do jardim do palácio, com esculturas de Ferdinand Tietz.

No tempo dos eleitores existia um parque a sul do Kurfürstliches Palais. Em 1761 foi mencionada pela primeira vez a Fonde de Ferdinand Tietz, hoje novamente no parque. Quando Trier foi ocupada pelas tropas francesas, em 1794, o parque foi convertido numa praça pública. Enquanto o palácio servia de quartel, os terrenos a sul, em direcção aos Banhos Imperiais, era utilizado como praça de exercícios militares (ver fotografia de 1907).

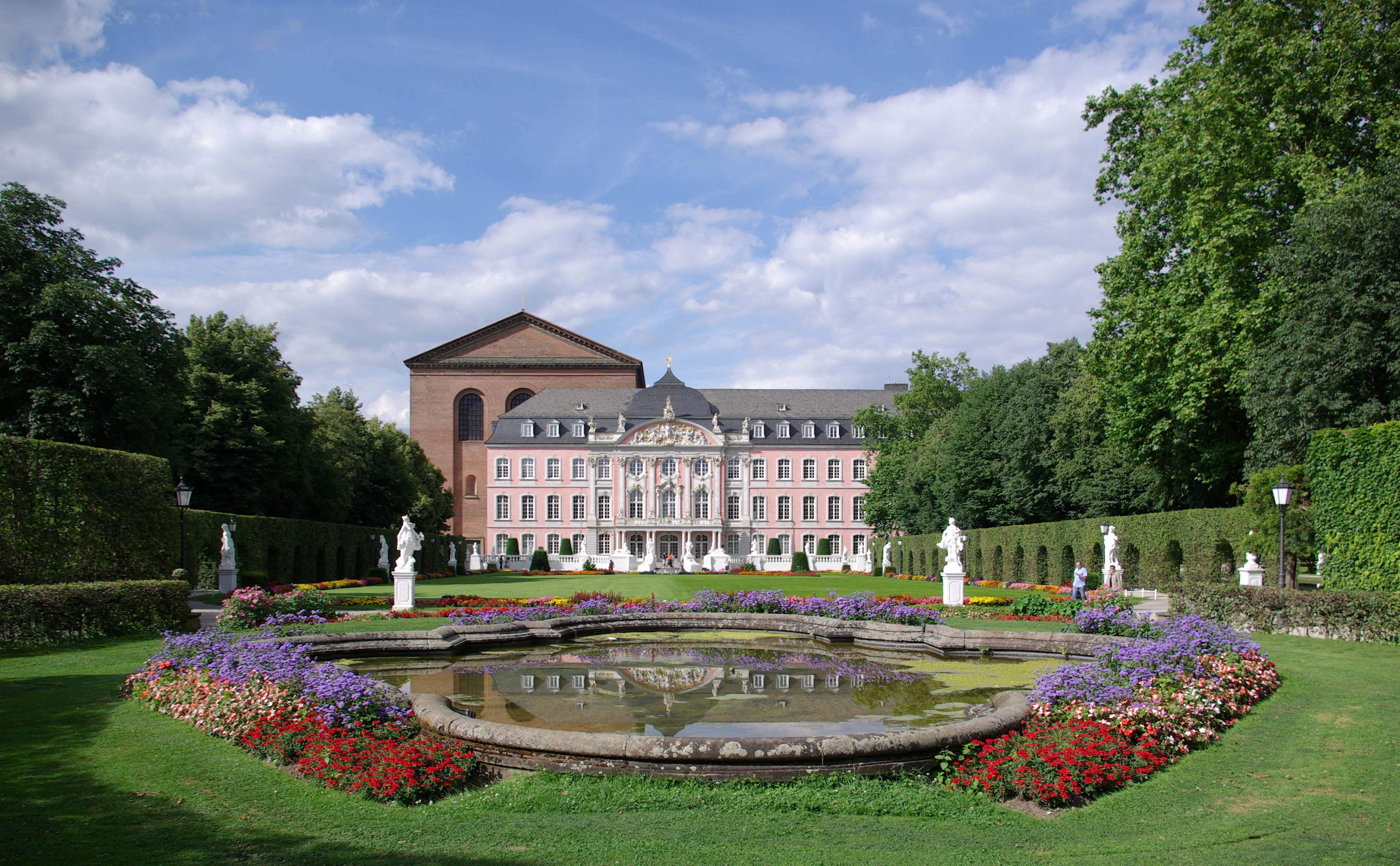
Fonte de Tietz frente ao palácio.

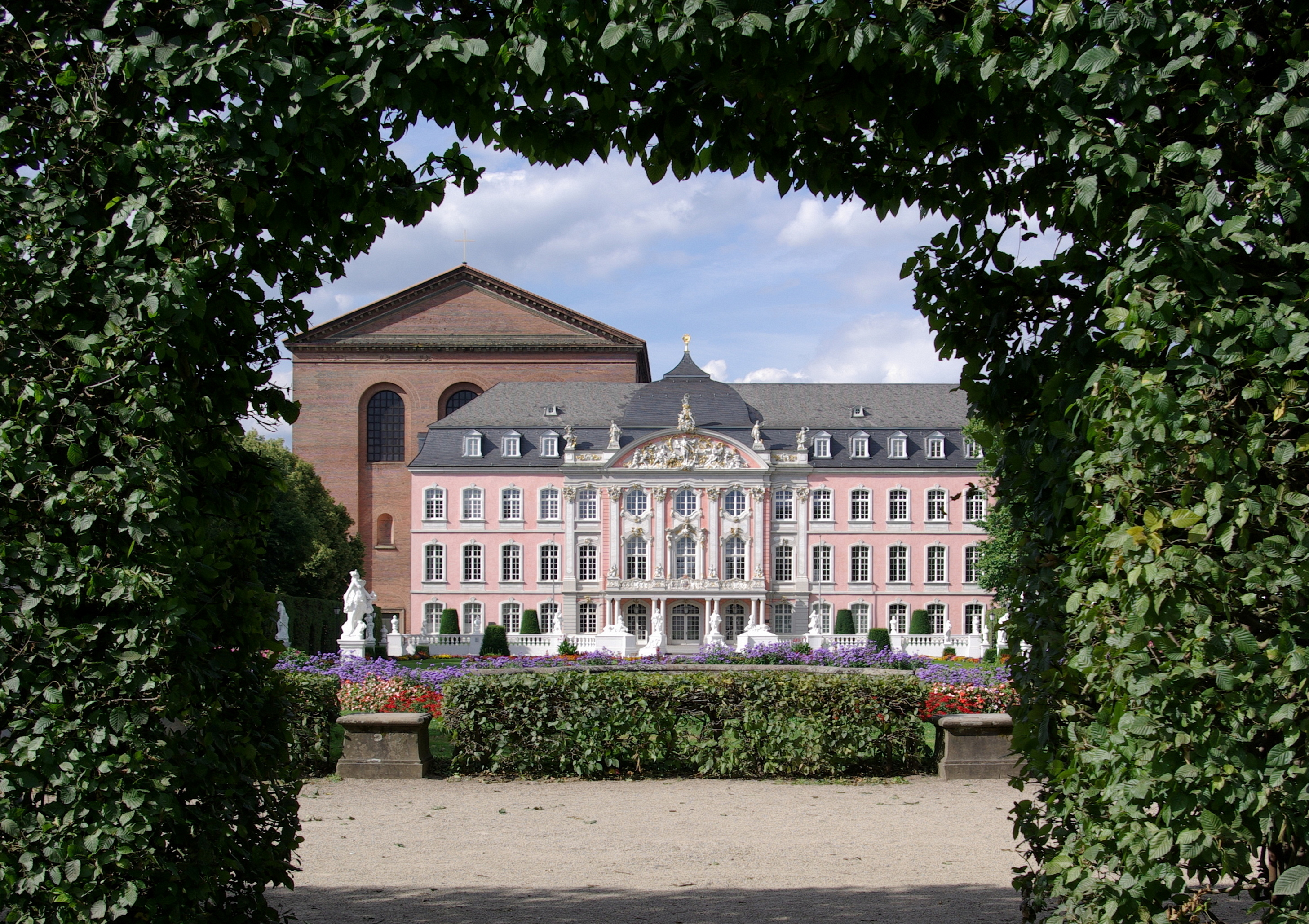
O palácio visto do jardim.

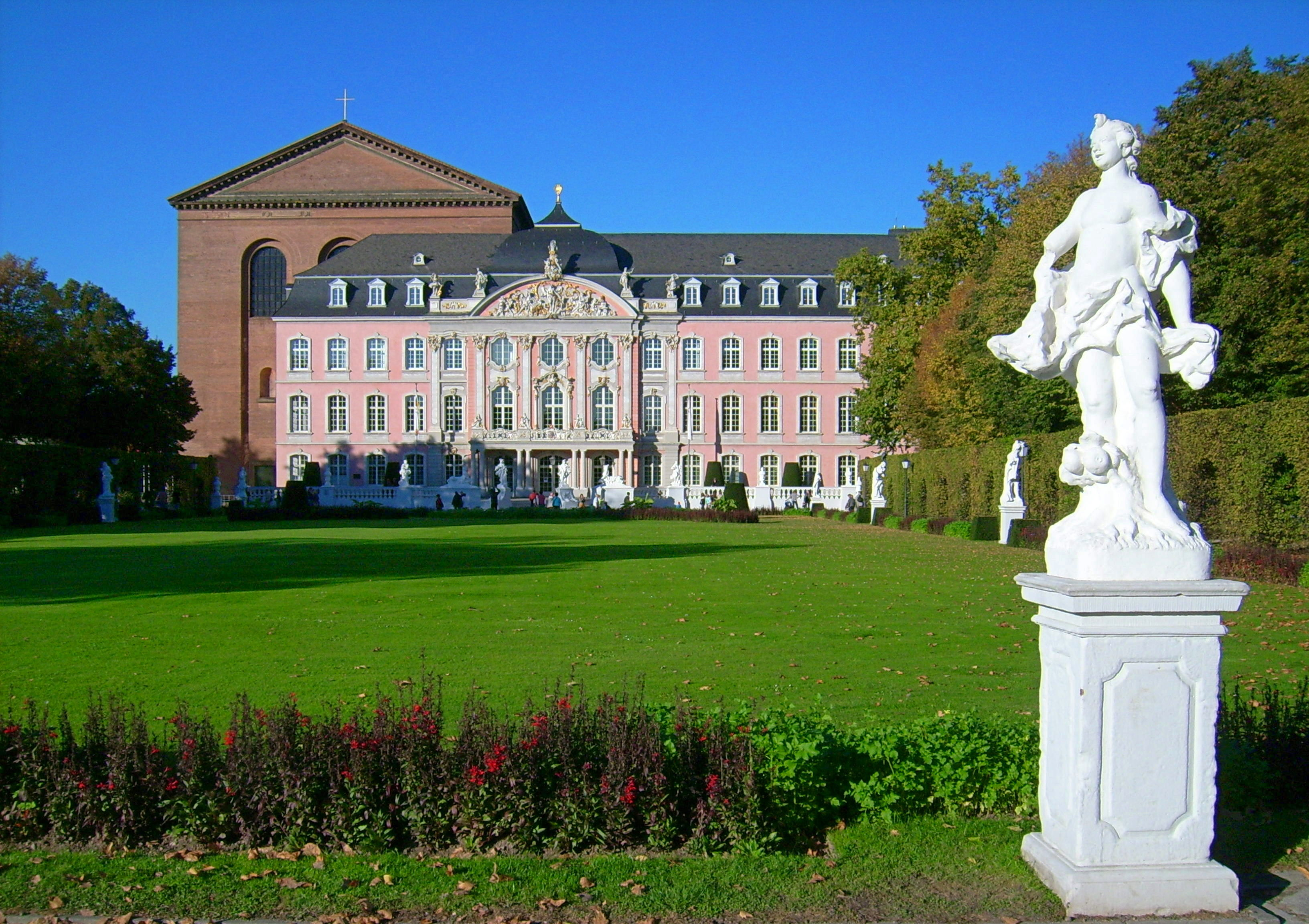
Escultura de Tietz no jardim.

No início do século XX, a cidade de Tréveris tentou deter o controlo do espaço para ali criar um espaço público. No entanto, o projecto deparou-se com problemas, sobretudo, financeiros. Só através da participação da Stiftung des Trierers Franz Weißebach (Fundação Franz Weißebach de Tréveris) se conseguiu, na década de 1930, dinheiro para a criação do parque que carrega o nome de „Palastgarten“ (Jardim do Palácio) até hoje. Entre 1936 e 1937, a praça de exercícios militares recuperou as funções de parque.

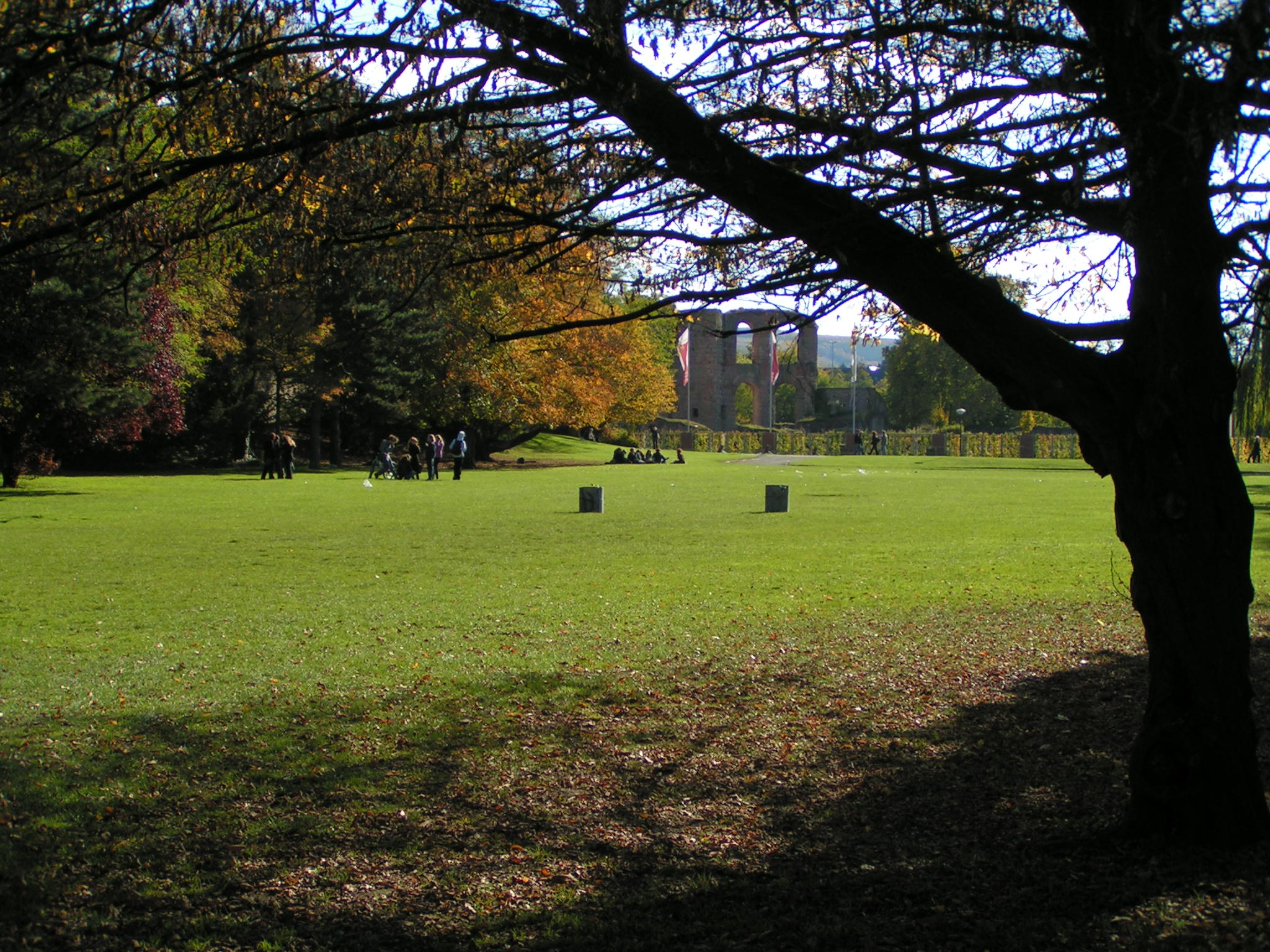
Extremo sul do jardim do palácio.

Nas proximidades do palácio existe uma secção do parque com um relvado inacessível ao público, canteiros ornamentais de flores frente à entrada principal da ala sul e um espelho de água situado entre a parte oriental da ala sul e o Rheinisches Landesmuseum Trier (Museu Nacional Renano de Tréveris). O relvado é limitado, de ambos os lados, por sebes e árvores altas, ficando, deste modo, separado opticamente do espelho de água. A perspectiva actualmente mais conhecida do Kurfürstliche Palais –  a partir de sul, com a basílica por trás – mostra apenas a parte central da ala sul original, sendo a assimetria do edifício actual amplamente disfarçada pelo arranjo paisagístico. No parque erguem-se réplicas das esculturas de Tietz, encontrando-se as originais no Städtisches Museum Simeonstift (Museu Municipal Simeonstift), ao lado da Porta Nigra. A fonte da autoria de Tietz foi recuperada a partir de 1940, vindo a ser instalada na parte norte do parque.
Mais a sul, já na fronteira com os Banhos Imperiais, existe um amplo relvado, limitado no seu extremo sul por uma fonte simples. Como está aberto ao público, é agora especialmente frequentado por jovens cidadãos de Tréveris e visitantes como uma área de laser, reunião e, em parte, como espaço para jogos de bola. Porém, nos últimos anos surgiram aqui alguns problemas, à noite, provocados pela criminalidade relacionada com a droga.
Na parte ocidental do relvado existe, num caminho, um monumento com duas placas elevadas, em betão, dedicado pela cidade ao jubileu do ano 2000. A leste, por trás das árvores, ergue-se a muralha medieval da cidade; Esta não foi removida do jardim do palácio durante o século XIX porque, porque servia aos prussianos como um limite e era bem-vinda como blindagem para a praça de exercícios militares. Na muralha está inserida uma placa em memória de Franz Weißebach como fundador do parque.
Na parte leste do Kurfürstlichen Palais existe um relvado, um parque infantil e, junto à muralha da cidade, um campo para jogos com bola. Apesar da sua localização nesta área, esta zona não é vista, normalmente, como parte do Jardim do Palácio.

## Literatura
- Alexander Thon, Stefan Ulrich: „Von den Schauern der Vorwelt umweht...“. Burgen und Schlösser an der Mosel,  pp. 140–143. 1ª ed., Schnell & Steiner, Regensburg 2007, ISBN 978-3-7954-1926-4. (em alemão)